# بورچ
بورچ (به لهستانی:  Borycz) یک روستا در لهستان است که در گمینا ایزبیتسکو واقع شده‌است.